# Michael Bogdanov
Michael Bogdanov (* 15. Dezember 1938 in Neath, Wales; † 16. April 2017 in Griechenland) war ein britischer Regisseur und Drehbuchautor.

## Leben
Michael Bogdanov wurde 1938 als Sohn russischer und walisischer Eltern geboren und graduierte 1963 am  Trinity College in Dublin. In Irland begann auch seine mehr als 40-jährige Bühnen- und Filmkarriere, in deren Verlauf er unter anderem zwei Theatergruppen ins Leben rief sowie für Film und Fernsehen produzierte, schrieb und auch Regie führte. 
1970 schloss er sich als Regieassistent der Royal Shakespeare Company an, arbeitete mit Peter Brook an der Produktion Ein Sommernachtstraum und mit Jean Barrault an Rabelais. In den 1980er Jahren begann er seine internationale Karriere und inszenierte unter anderem Hamlet in Dublin, Die Möwe in Tokio, Maß für Maß in Kanada sowie die Welturaufführung von Stockhausens Montag aus Licht an der Mailänder Scala. 1980 bis 1988 war Bogdanov Associate Director des Royal National Theatre. Er inszenierte acht Produktionen der Royal Shakespeare Company, darunter die preisgekrönte Inszenierung der Widerspenstigen Zähmung und Goethes Faust I und Faust II.
Gemeinsam mit dem Schauspieler Michael Pennington gründete er 1986 die English Shakespeare Company und inszenierte The Henrys sowie den aus sieben Stücken bestehenden Zyklus The Wars of the Roses, mit denen er weltweit auf Tournee ging und 1990 mit dem Olivier Award für die beste Regie ausgezeichnet wurde. 1989 bis 1991 war Bogdanov Intendant des Deutschen Schauspielhauses in Hamburg, wo er unter anderem Julius Caesar, Reineke Fuchs, Unter dem Milchwald von Dylan Thomas inszenierte. Nach weiteren internationalen Arbeiten am Theater und für das Fernsehen gründete Bogdanov 2003 die Wales Theatre Company und inszenierte im selben Jahr Der Diener zweier Herren an den Hamburger Kammerspielen und die Operette Lady Hamilton an der Oper Köln. 2004 strahlte die BBC seine Produktion The Welsh in Shakespeare aus und das Musical Lone Star Love eröffnete am John Houseman Theatre in New York City. Die Produktion wurde 2005 für zwei Musical-Preise und Bogdanov als bester Regisseur nominiert. 
Im Januar 2004 erschien sein Buch Shakespeare the Directors Cut: Volume 1, im Oktober 2005 der Folgeband. Für seine Verdienste um das Theater erhielt Bogdanov 2005 den Titel des Ehrendoktors des Samuel Beckett Centre am Trinity College Dublin. Unter dem Motto One Person Can Make a Difference gestaltete der Regisseur im Januar 2006 die Veranstaltung zum britischen Holocaust Memorial Day im Wales Millennium Centre. 2007 erhielt er für seine Inszenierung von Warten auf Godot an den Hamburger Kammerspielen den Rolf-Mares-Preis der Hamburger Theater. 2011 eröffnete er mit einer plattdeutschen Inszenierung von Shakespeares Ein Sommernachtstraum das neue Hamburger Ohnsorg-Theater am Heidi-Kabel-Platz. 2012 inszeniert er das Stück Vier Männer im Nebel von Tim Firth an den Hamburger Kammerspielen. 2014 inszeniert er Goethes Götz von Berlichingen bei den Burgfestspielen Jagsthausen. 
Michael Bogdanov lebte mit seiner Frau Ulrike und seinen beiden Kindern in Cardiff und Hamburg. Er starb am 16. April 2017 in Griechenland im Alter von 78 Jahren an Herzversagen.